# 鯉魚旗

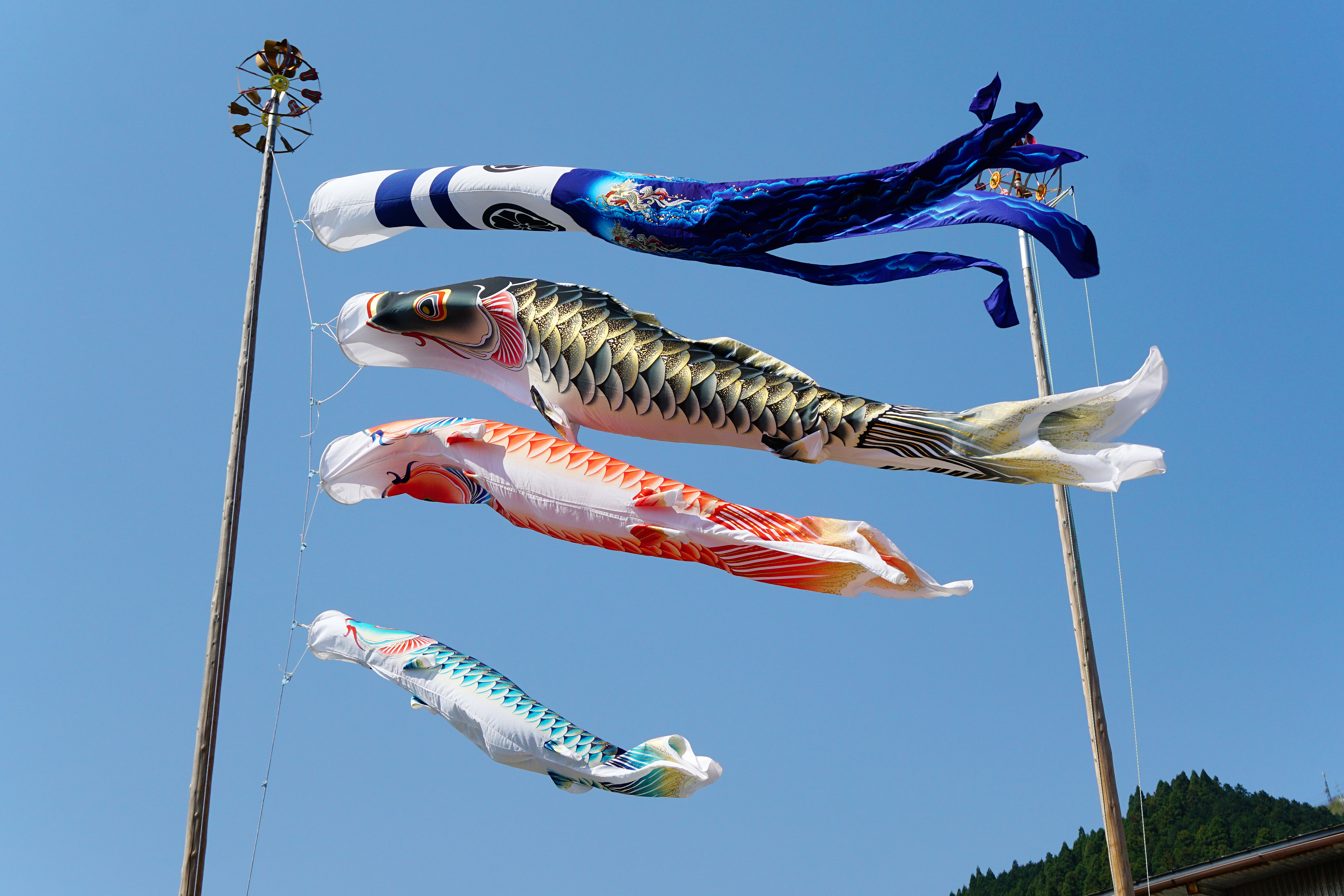
現代的鯉魚旗

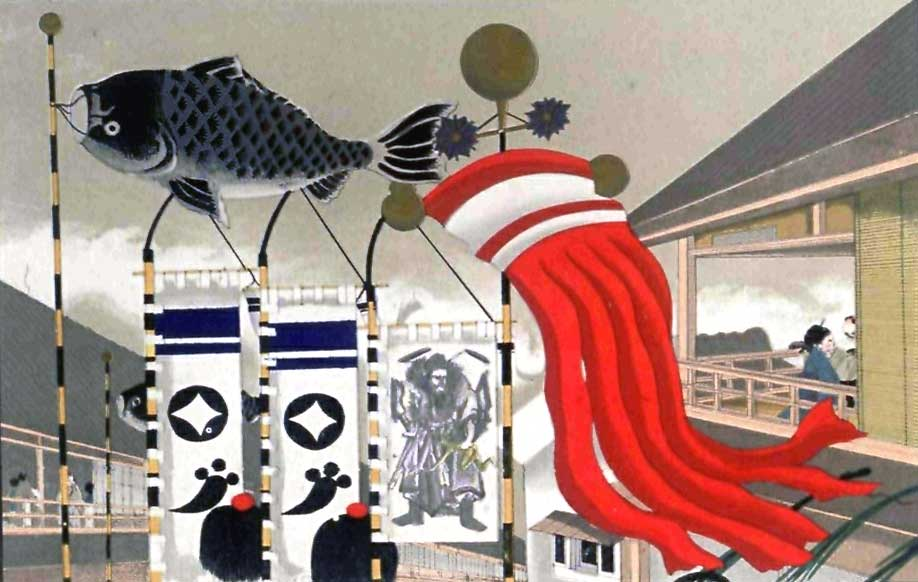
江戶時代的鯉魚旗。出自『日本的禮儀與習慣之插畫（日本の礼儀と習慣のスケッチ）』、1867年出版

鯉魚旗（日语：／）原本是日本江戶時代的武士家族，在端午（即農曆五月初五日）梅雨時期中的雨天，由希望生男孩的家庭在家門庭前用紙、布等描繪鯉魚的圖案，使之隨風飄動，模仿鯉魚游動的的風幡。也稱為。明治維新改用格里曆後，鯉魚旗大多展示到陽曆5月5日（日本男孩節，由端午節演變而來），作為夏天將來的象徵。因為裝飾的季節改變了，因此鯉魚旗在日本人的印象中也就變成了「在晚春的藍天裡密佈的東西」。